# Vularija
Vularija – wieś w Chorwacji, w żupanii medzimurskiej, w gminie Orehovica. W 2011 roku liczyła 398 mieszkańców.